# Euphyllodromia liturifera
Euphyllodromia liturifera es una especie de cucaracha del género Euphyllodromia, familia Ectobiidae.

## Distribución
Esta especie se encuentra en Panamá, Colombia y Brasil.